# Juliette Colbert
Juliette Colbert di Maulévrier, coniugata Falletti di Barolo (Maulévrier, 27 giugno 1786 – Torino, 19 gennaio 1864), è stata una filantropa e marchesa francese naturalizzata italiana.
Filantropa devota, moglie del marchese Tancredi Falletti di Barolo, è venerata dalla Chiesa cattolica con il titolo di venerabile.

## Biografia
Nacque nel 1786 nella cattolica Vandea, regione dei Paesi della Loira, in Francia, da nobile famiglia (il prozio Jean-Baptiste fu ministro delle Finanze del Re Sole, il padre Edouard era marchese di Maulévrier, un uomo energico e profondamente religioso). Sui suoi territori vivono numerose famiglie che egli cerca di aiutare distribuendo sussidi per l'educazione dei figli. Alla vigilia della Rivoluzione, nell'Assemblea che la nobiltà tenne a Angers nel 1788, in preparazione degli Stati Generali, propone l'abbandono dei numerosi privilegi feudali, ma la presa della Bastiglia infiamma gli animi. Durante lo sterminio dei vandeani vengono trucidati donne, bambini e anziani e la stessa famiglia della madre di Giulia, la quale rimase così orfana di madre a soli 7 anni; molti fra i suoi parenti, che anche appartenevano alle più alte sfere dell'aristocrazia francese, furono pubblicamente giustiziati.
Negli anni dell'adolescenza fu inserita nelle damigelle d'onore di Giuseppina Beauharnais, prima moglie di Napoleone Bonaparte. Nell'ambiente della corte francese, inoltre, conobbe il timido e introverso marchese piemontese Carlo Tancredi Falletti di Barolo, figlio del Governatore della Città di Torino assai stimato da Napoleone. Ella sposò Tancredi il 18 agosto 1806, a Parigi. L'affetto tra loro, fondato sulla profonda fede di entrambi e sulla carità, divenne col tempo sempre più puro e più forte. Il marchese, essendo di Torino, all'epoca occupata dai francesi, era legato a quella città dove i due sposi si trasferirono dopo il 1814. I due vissero presso il Palazzo Barolo, di proprietà del marito, all'epoca ritrovo per l'élite culturale e politica torinese, oltre che sede di alcune opere di carità. A Palazzo Barolo e a Vigna Barolo (poi Villa Silvio Pellico) sulla collina di Moncalieri fu ospitato, fino alla morte (31 gennaio 1854), il noto patriota e scrittore Silvio Pellico, reduce dalla prigionia nella Fortezza dello Spielberg (convertitosi da posizioni carbonare al cattolicesimo), che divenne loro segretario di famiglia.

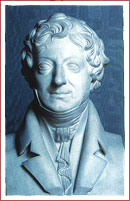
Carlo Tancredi Falletti, ultimo marchese di Barolo

Il prevalente interesse dei due coniugi fu, già da subito, per la beneficenza: Juliette, in Piemonte chiamata anche Giulia (a Torino la marchesa imparò l'italiano, l'inglese e il greco) si dedicò all'assistenza delle carcerate, ed intraprese, insieme con il marito, iniziative benefiche: scuole gratuite, assistenza ai poveri e donazioni.

Il marchese inoltre finanziò quasi interamente la costruzione dell'attuale Cimitero monumentale di Torino del 1828, utilizzando una parte del vecchio Regio Parco della città sabauda. Con il marito, inoltre, Giulia fondò la Congregazione delle Suore di Sant'Anna. Il suo impegno a favore delle carcerate, con l'istruzione, con la provvista di vitto e abbigliamento decente, con l'igiene, arrivò a tal punto che, presentato al governo un progetto di riforma carceraria, il 30 ottobre 1821 il ministero la nominò soprintendente del carcere. In breve il carcere divenne un istituto modello e, redatto un nuovo regolamento interno, lo sottopose alla discussione con le detenute, da cui ebbe approvazione unanime.
Nel 1838 il marchese morì, e fu sepolto nel suo appena finanziato e costruito Cimitero monumentale di Torino. Tutte le opere di carità furono quindi gestite soltanto dalla marchesa che, oltre alle opere torinesi, si preoccupò di lasciare tutti i beni per la fondazione dell'omonima "Opera Pia" (con un testamento segreto datato 1852).
A partire dal 1845 circa, la marchesa si dedicò altresì al perfezionamento della coltivazione e della vinificazione del celebre vino Barolo, il preferito da Carlo Alberto di Savoia, recandosi spesso presso le loro tenute e cantine nell'omonimo paese delle Langhe. La marchesa infatti apparteneva già all'antico lignaggio di nobile tradizione enologica francese, disciplina che iniziò dai suoi antenati già circa due secoli prima nella regione di Reims, quindi nei castelli di Brézé e di Maulévrier, presso le regioni della Loira.

Nel 1862 poi, esattamente un anno dopo la Proclamazione del Regno d'Italia, la marchesa finanziò la costruzione della Chiesa di Santa Giulia, presso il Borgo Vanchiglia di Torino, un progetto da molto tempo fermo per mancanza di fondi. La chiesa fu dedicata alla sua santa omonima, Giulia di Corsica, la cui ricorrenza cade il 22 maggio, che fu anche la data della posa della prima pietra della chiesa, nel 1863, alla presenza della stessa marchesa. Tuttavia, la benefattrice non riuscì a vedere la fine dell'opera (1866), poiché si spense nel 1864. La prospiciente via davanti alla chiesa, già Via dei Macelli, fu rinominata e dedicata a lei.

Le spoglie di Giulia di Barolo furono deposte vicino al marito, presso il Cimitero monumentale di Torino, ma, dal 1899, il suo feretro fu spostato nella stessa chiesa di santa Giulia di Borgo Vanchiglia. Nel 2013 fu autorizzata la traslazione anche delle spoglie del marchese, spostato nella stessa chiesa torinese. La marchesa, che aveva ereditato l'intero ingente patrimonio dei Falletti di Barolo, lasciò tutti i suoi beni all'Opera Pia che porta il suo nome, incluso Palazzo Barolo a Torino e la neoclassica villa di campagna, detta Vigna Barolo a Moncalieri; quest'ultima fu alienata dall'Opera Pia e, dopo alcuni passaggi di proprietà, fu salvata dall'abbandono dopo la Seconda Guerra Mondiale ed è tuttora, a differenza del Palazzo, residenza privata nota come Villa Silvio Pellico-Vigna Barolo.

## Opere

Giulia Falletti di Barolo

Giulia di Barolo si distinse per la sua brillantezza e per la sua azione a favore dei più deboli, in particolare dei malati, dei bambini, degli orfani e dei figli di carcerati. Numerose sono state le sue opere, tanto da iniziare un processo di beatificazione.
- Nel 1821 fondò, nel quartiere popolare torinese di Borgo Dora, una scuola per fanciulle povere. Nel 1823 fondò, presso il quartiere Valdocco di Torino, l'Istituto del Rifugio, destinato alle ragazze madri.
- Nel 1825 destinò, insieme al marito, una parte del Palazzo Barolo per istituire un asilo infantile omonimo, destinato ai figli dei lavoratori; si trattava della prima opera di questo tipo in Italia[5].
- Nel 1833, fece costruire accanto all'Istituto del Rifugio, il monastero delle Sorelle penitenti di Santa Maria Maddalena, che si era ampliato per accogliere anche le vittime della prostituzione minorile.
- Nel 1835 si prodigò, insieme al marito, al soccorso di numerosi malati di colera in Torino, epidemia che infettò il marchese Tancredi Falletti di Barolo, il quale morirà tre anni più tardi.
- Dopo la morte del marito, i lavori del progetto per la costruzione di un Ospedaletto, detto di Santa Filomena, furono trasferiti da Moncalieri a Torino, in via Cottolengo, di fianco all’Istituto delle Suore di Santa Maria Maddalena. L'Ospedaletto fu aperto nel 1845 e destinato alle bambine disabili; successivamente venne affidato a Don Giovanni Bosco.
- Nel 1847, fondò una scuola professionale presso il proprio palazzo per le ragazze di famiglia operaia; nel 1857 fondò anche una scuola di tessitura e ricamo.
- Nel 1848-1853 estese le sue iniziative anche fuori città, fondando un asilo a Castelfidardo e una casa per ragazze a rischio a Lugo di Romagna.
- Nel periodo 1850-1855, grazie alla sua caparbietà, insieme a Camillo Benso, conte di Cavour e al re Vittorio Emanuele II di Savoia, alla consulenza dell'enologo generale Paolo Francesco di Staglieno (è stata recentemente accertata come più marginale la consulenza dell'enologo francese Louis Oudart[6]) volle personalmente seguire il perfezionamento della coltivazione di uve nebbiolo delle sue tenute e la relativa vinificazione del già esistente vino Barolo, valorizzandone ulteriormente la qualità, giunta fino ad oggi come eccellenza dell'enologia.
- Nel 1863, assistette alla posa della prima pietra della chiesa di Santa Giulia, opera da lei voluta e finanziata, su progetto di Giovanni Battista Ferrante, sita nel borgo popolare di Vanchiglia, in Torino.
- Alla sua morte, nel 1864, tra le sue volontà vi fu la costituzione dell'Opera Pia Barolo, alla quale lasciò l'intero patrimonio di famiglia. Secondo alcuni documenti, dedicò ad opere di beneficenza complessivamente 12 milioni di lire, una somma pari quasi al bilancio di uno Stato del tempo.

## Causa di beatificazione
Il 21 gennaio 1991 fu avviata la causa di beatificazione e, attualmente, gode del titolo di "serva di Dio".
Il 5 maggio 2015, papa Francesco ha autorizzato la Congregazione per le Cause dei Santi a promulgare il decreto riguardante le virtù eroiche della Serva di Dio Giulia Colbert, laica, vedova e fondatrice della Congregazione delle Figlie di Gesù Buon Pastore e delle Suore di Sant'Anna, dichiarandola "venerabile".

## Filmografia
Nel 2000 il regista Paolo Damosso ha realizzato su di lei una docu-fiction intitolata La madre dei poveri, interpretata da Angela Goodwin e Franco Giacobini.
Nel 2004 la figura della marchesa è stata rappresentata nella miniserie televisiva Don Bosco, interpretata da Alessandra Martines.